# Jaroslav Tuček
Jaroslav Tuček (ur. 22 sierpnia 1882) – szermierz reprezentujący Królestwo Czech, uczestnik letnich igrzysk olimpijskich w Londynie w 1908 roku oraz letnich igrzysk olimpijskich w Antwerpii.
W 1927 r. napisał książkę traktującą o historii szermierki na terenie Czech pt. Pražští šermíři a mistři šermu (pl. Prascy szermierze i mistrzowie szermierki).